# 오라녜 공비 프린세스 로열 메리

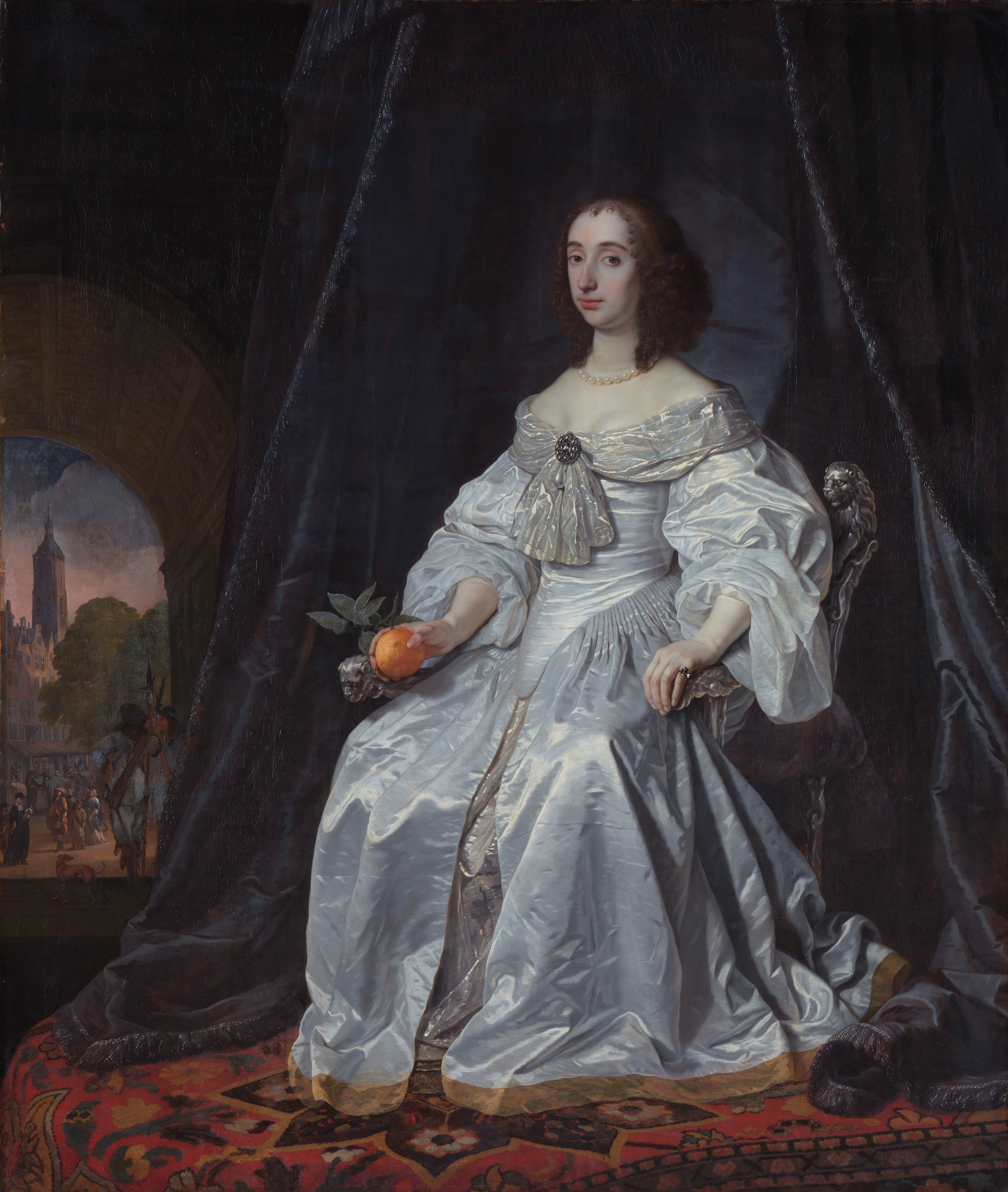
프린세스 로열 메리

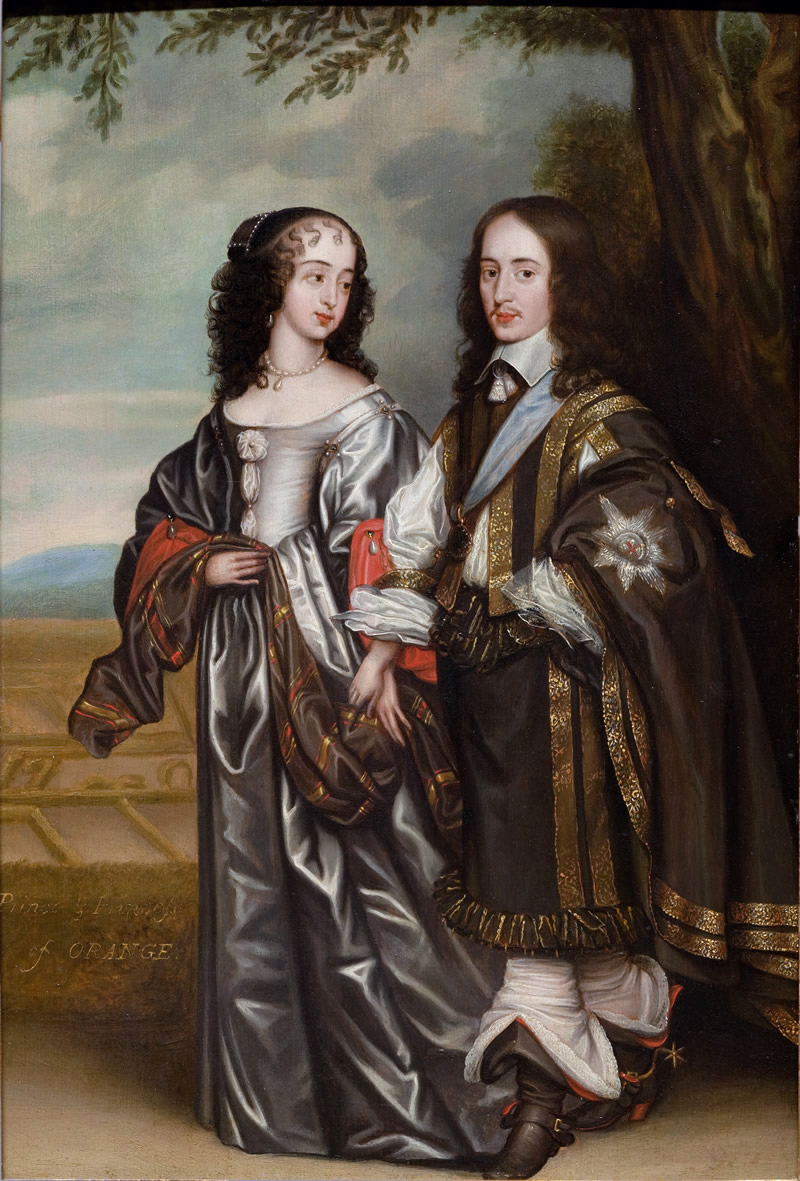
오라녜 공비 프린세스 로열 메리와 그녀의 남편 오라녜 공 빌럼 2세 판 오라녜

오라녜 공비 프린세스 로열 메리(Mary Henrietta Stuart, 1631년~1660년)는 네덜란드 공화국의 총독인 오라녜 공 빌럼 2세 판 오라녜의 부인이자 잉글랜드 왕국의 왕 윌리엄 3세의 모후이다.
잉글랜드 국왕 찰스 1세와 앙리에타 마리 왕비의 장녀로 태어나 후에 초대 프린세스 로열이 되었다.